# Educação luterana
Educação luterana refere-se às teorias, métodos e instituições educacionais que atuam na educação de inspiração nos ideais do reformador cristão Martim Lutero.

## Princípios da Educação luterana
Martim Lutero caracteriza a educação como obra do amor cristão, que atende às necessidades individuais e coletivas dos seres humanos. Do ponto de vista teológico, a educação é um dever tanto no âmbito religioso quanto no âmbito secular. O cristianismo e a Igreja Luterana têm muito ainda a contribuir para a construção de uma sociedade mais justa. No Brasil, a educação é feita pela Universidade Luterana do Brasil (Ulbra) e pelas escolas cristãs, que formam pessoas para a Igreja e prepara cidadãos livres e altruístas.

## História
Em 1520, Lutero propõe a reforma nas universidades como parte de um programa de reforma geral e da sociedade política. Com o tema À nobreza cristã da nação alemã, acerca da melhoria do estamento cristão, o reformador coloca as Escrituras Sagradas em primeiro lugar como objeto de estudo, tanto nas escolas superiores, como nas inferiores.
Em 1522, acontece a publicação do Novo Testamento na língua alemã. Foi o resultado da preocupação didática de oferecer ao povo, na própria língua, os textos que fundamentavam os argumentos para que a Reforma continuasse.
Em 1524, mostrando preocupação e zelo pela educação, Lutero escreve uma Carta aberta aos conselhos de todas as cidades da Alemanha para que criem e mantenham escolas cristãs. Também argumenta em favor dos estudos clássicos com vistas à formação de lideranças para a Igreja e o Estado.
Lutero criticou o sistema de ensino das universidades, conclamou os cidadãos a investirem em suas crianças e reclamou da falta de escolas cristãs. O reformador associava educação ao desenvolvimento de uma cidade.

## Educação luterana no Brasil
Em 1899, a Igreja Luterana iniciou seu trabalho no Brasil. Ao se instalar no território implanta escolas cristãs.
Em janeiro de 1988, o Presidente da República, José Sarney, autorizou pelo Decreto 95.623 a criação da Universidade Luterana do Brasil, a partir das Faculdades Canoenses, pela via da autorização. Tornando-se a principal instituição que representa a concepção de educação luterana no Brasil.